# Comuna Naidonivka, Krasnohvardiiske
Naidonivka (în ucraineană Найдьонівка) este o comună în raionul Krasnohvardiiske, Republica Autonomă Crimeea, Ucraina, formată din satele Naidonivka (reședința), Orlivka și Zolote.

## Demografie
Componența lingvistică a comunei Naidonivka
     Rusă (65,28%)
     Tătară crimeeană (18,99%)
     Ucraineană (14,65%)
     Alte limbi (0,44%)
Conform recensământului din 2001, majoritatea populației comunei Naidonivka era vorbitoare de rusă (65,28%), existând în minoritate și vorbitori de tătară crimeeană (18,99%) și ucraineană (14,65%).